# Clinopodium laxiflorum
Clinopodium laxiflorum — вид квіткових рослин з родини глухокропивових (Lamiaceae).

## Біоморфологічна характеристика
Кореневища ± дерев'янисті, тонкі. Стебла численні, висхідні, ≈ 20 см, тонкі, звивисті, густо загнуто назад біло запушені. Листки: ніжки 1–2 мм; листкова пластинка яйцеподібна, 7–12 × 5–8 мм, майже гола, абаксіально (низ) іноді пурпурно-фіолетова навколо осі, основа округла, край неглибоко зазубрений, верхівка тупа чи загострена. Чашечка трубчаста, ≈ 6 мм, з пурпурно-червоним відтінком, залозисто запушена, жилки та зубці дрібно щетинисті; верхніх зубців 3, субтрикутних, коротко остюкових; нижніх зубців 2, шилуватих, остистих. Трубка віночка ≈ 11 мм, злегка загнута назовні, ширина в горлі до 3 мм; верхня губа ≈ 2.5 мм, 2-лопатева; розступ нижньої губи, ≈ 5 мм; середня частка ширококругла, ≈ 3 мм. Горішки яйцеподібні, ≈ 0.7 × 0.6 мм.

## Поширення
Ендемік Тайваню.

## Синоніми
- Calamintha laxiflora Hayata
- Satureja laxiflora (Hayata) Sasaki